# Сандија Хајтс (Њу Мексико)
Сандија Хајтс (енгл. Sandia Heights) насељено је место без административног статуса у америчкој савезној држави Њу Мексико.

## Демографија
По попису из 2010. године број становника је 3.193.
| Група             | 2000.    | 2010.         |
| Белци             | 0 (0,0%) | 2.792 (87,4%) |
| Афроамериканци    | 0 (0,0%) | 19 (0,6%)     |
| Азијати           | 0 (0,0%) | 49 (1,5%)     |
| Хиспаноамериканци | 0 (0,0%) | 267 (8,4%)    |
| Укупно            | 0        | 3.193         |